# Alte Neckarmühle Gundelsheim
Koordinaten: 49° 17′ 2″ N, 9° 9′ 20,8″ O

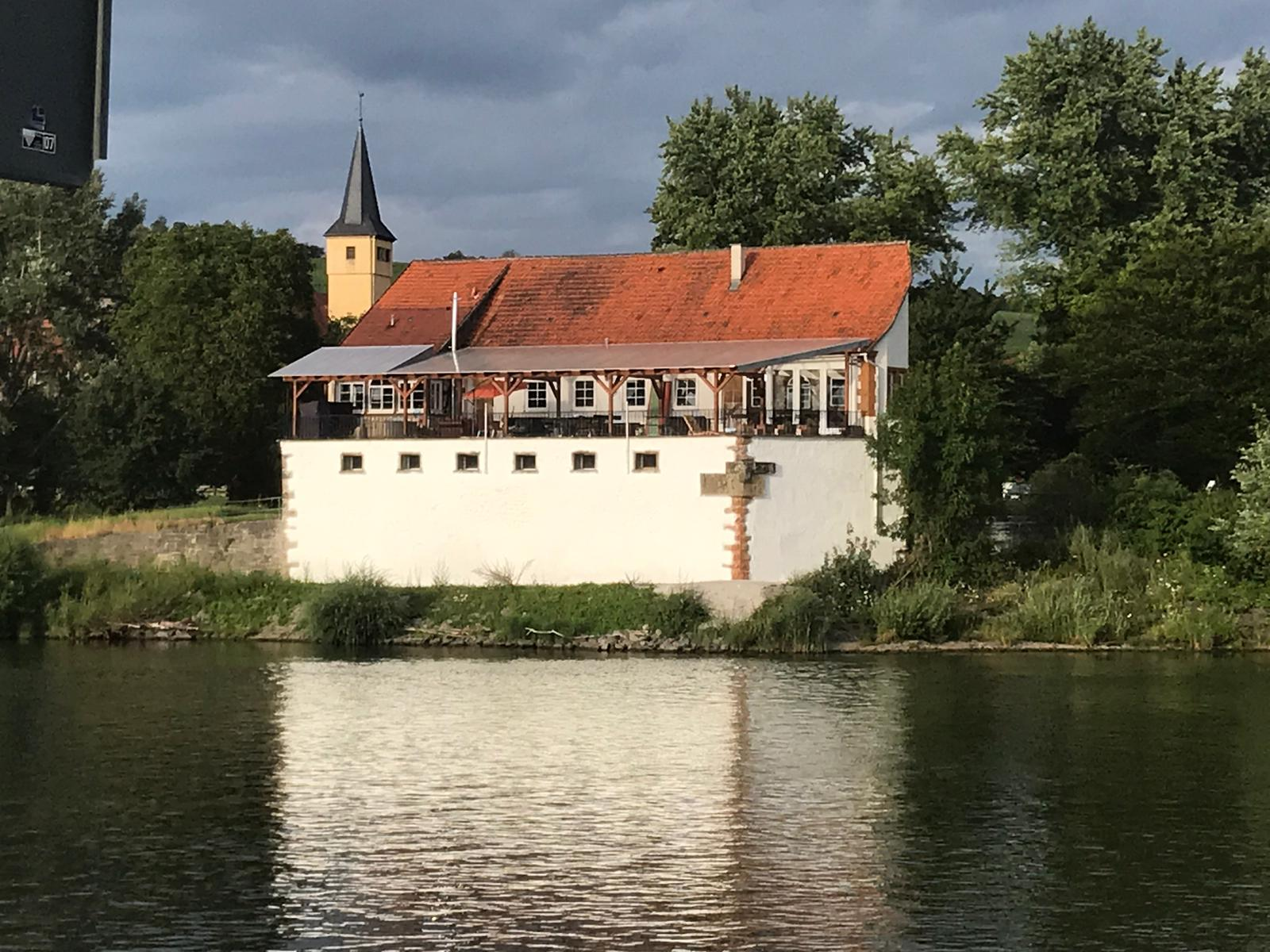
Blick vom Neckar aus

Die Alte Neckarmühle Gundelsheim liegt direkt am Neckar in Gundelsheim unterhalb der Staustufe Gundelsheim.

## Geschichte
Die erste urkundliche Erwähnung ist im 11. Jahrhundert nachweisbar, als die Mühle zur Gemarkung Gundelsheim unter der Burg Horneck lag.
Die Mühle besitzt im Grundriss eine Schiffsform, da bei Hochwasser das Wasser immer links und rechts an der Mühle vorbeifloss und die Mühle dann eine Insel war. Der Mühlenbetrieb wurde 1935 eingestellt, als der Neckar mit seinen Staustufen schiffbar gemacht wurde. Der zwei Kilometer lange Mühlengraben wurde dabei zugeschüttet und die Mühle hatte, obwohl direkt am Neckar liegend, nach über 800 Jahren Mühlenbetrieb kein Wasser mehr. Danach wurde sie für Wohnzwecke genutzt und war zeitweise auch ein Gastronomiebetrieb.
Heute kann die Mühle mit ihrer 110 m² großen und überdachten Terrasse für feierliche Events gemietet werden.